# Occult
Occult war eine niederländische Black-Thrash-Metal-Band mit Death-Metal-Einflüssen aus Geldrop. 2005 änderten sie ihren Namen zu Legion of the Damned.

## Bandgeschichte
1990 gründete sich die Gruppe um Maurice „Sephiroth“ Swinkels (Gesang), den Schlagzeuger der Band Bestial Summoning, Leon Pennings (Gitarre), Sjors Tuithof (Bass) und Erik Fleuren (Schlagzeug). Vor Beginn des eigentlichen Thrash-Metal-Revivals bediente sich die Gruppe einer Verschmelzung von Black- und Thrash-Metal, die in den späten 1990er charakteristisch für Teile der norwegisch-schwedischen Black-Metal-Szene werden sollte. 1992 entstanden die ersten Lieder und Liveauftritte folgten. Nach einem Auftritt vom Black Flame Festival in Esloo, wo die Gruppe unter anderem Acheron, Sathanas und Samael coverte, erschien eine Promo-Kassette mit dem Material des Auftrittes. Mit ihrem zweiten Demo erhielt Occult einen Vertrag beim niederländischen Independent-Label Foundation 2000.
1994 erschien das Debütalbum Prepare to Meet Thy Doom, das stark an die norwegische Black-Metal-Szene der frühen 1990er erinnerte. Auf dem Album ist der zweite Gitarrist Richard Ebisch zum ersten Mal zu hören. Anschließend stieg mit Rachel Heyzer-Kloosterwaard eine Sängerin ein. Sie unterstützte den hohen Kreischgesang von Swinkels um Growling. Noch im gleichen Jahr eröffnete Occult auf einer der ersten Black-Metal-Tourneen durch Europa für Marduk und Immortal. Weitere Auftritte mit Cradle of Filth, Ancient Rites und Desaster folgten.
1995 erschien The Enemy Within, produziert von Harris Johns im Berliner Music Labs Studio. Die Musik war nun wesentlich mehr am Death Metal orientiert. 1997 spielten sie auf dem Dynamo Open Air. 1998 entschied sich Occult dafür aus ihrem Plattenvertrag auszuscheiden. Eine Promo-CD brachte der Gruppe einen neuen Vertrag bei Massacre Records ein. Of Flesh and Blood erschien 1999. Kurz danach stiegen zwei Gründungsmitglieder aus. Für Sjors Tuithof kam Twan Fleuren und Leon Pennings verließ die Gruppe. Richard Ebisch dominierte von da ab das Songwriting und führte die Gruppe wieder mehr in Richtung Thrash Metal. Ende des Jahres 1999 spielte die Gruppe auf einer Christmas-Tournee mit Morbid Angel, Gorgoroth, Amon Amarth und Krisiun.
2000 verlor die Gruppe ihren Vertrag und konnte erneut durch eine Promo-CD bei Painkiller Records unterschreiben. Dort erschien 2001 das Album Rage to Revenge. Es sollte das letzte Album mit Rachel Heyzer-Kloosterwaard werden, die kurz nach der Veröffentlichung Sängerin bei Sinister wurde und deshalb die Gruppe verlassen musste.
Occult machte dann in einer 4-Mann-Besetzung weiter und veröffentlichte 2003 das letzte Album Elegy for the Weak. Nach einer X-Mas-Tour mit Kataklysm, Onslaught, Exodus, Unleashed und Behemoth entschied sich Occult, ihren Namen in Legion of the Damned zu ändern.

## Diskografie

### Demos und Promos
- 1992: Livedemo
- 1993: Livedemo II
- 1993: Studiodemo 1993
- 1997: Promo ’97 (Promo-CD)
- 1998: Promo ’98 (Promo-CD)

### Alben
- 1994: Prepare to Meet Thy Doom
- 1996: The Enemy Within
- 1999: Of Flesh and Blood
- 2002: Rage to Revenge
- 2003: Elegy of the Weak

### Sonstige Veröffentlichungen
- 2001: Violence & Hatred (Single)
- 2003: To Be Thrashed by Occult (DVD)